# Волдо (Вісконсин)
Волдо (англ. Waldo) — селище (англ. village) в США, в окрузі Шебойґан штату Вісконсин. Населення — 467 осіб (2020).

## Географія
Волдо розташоване за координатами 43°40′37″ пн. ш. 87°56′50″ зх. д. / 43.67694° пн. ш. 87.94722° зх. д. (43.676875, -87.947312).  За даними Бюро перепису населення США в 2010 році селище мало площу 2,55 км², з яких 2,44 км² — суходіл та 0,11 км² — водойми.

## Демографія
Згідно з переписом 2010 року, у селищі мешкали 503 особи в 197 домогосподарствах у складі 135 родин. Густота населення становила 197 осіб/км².  Було 209 помешкань (82/км²).
Расовий склад населення:
| - 92,4 % — білих - 2,2 % — азіатів - 1,4 % — чорних або афроамериканців - 0,8 % — корінних американців - 1,2 % — осіб інших рас |

До двох чи більше рас належало 2,0 %. Частка іспаномовних становила 2,4 % від усіх жителів.
За віковим діапазоном населення розподілялося таким чином: 24,7 % — особи молодші 18 років, 62,0 % — особи у віці 18—64 років, 13,3 % — особи у віці 65 років та старші. Медіана віку мешканця становила 37,9 року. На 100 осіб жіночої статі у селищі припадало 104,5 чоловіків;  на 100 жінок у віці від 18 років та старших — 102,7 чоловіків також старших 18 років.
Середній дохід на одне домашнє господарство  становив 59 818 доларів США (медіана — 55 583), а середній дохід на одну сім'ю — 66 716 доларів (медіана — 64 375). За межею бідності перебувало 6,2 % осіб, у тому числі 4,5 % дітей у віці до 18 років та 3,3 % осіб у віці 65 років та старших.
Цивільне працевлаштоване населення становило 307 осіб. Основні галузі зайнятості: виробництво — 30,3 %, роздрібна торгівля — 19,2 %, мистецтво, розваги та відпочинок — 13,4 %, освіта, охорона здоров'я та соціальна допомога — 10,1 %.